# Expédition Nimrod

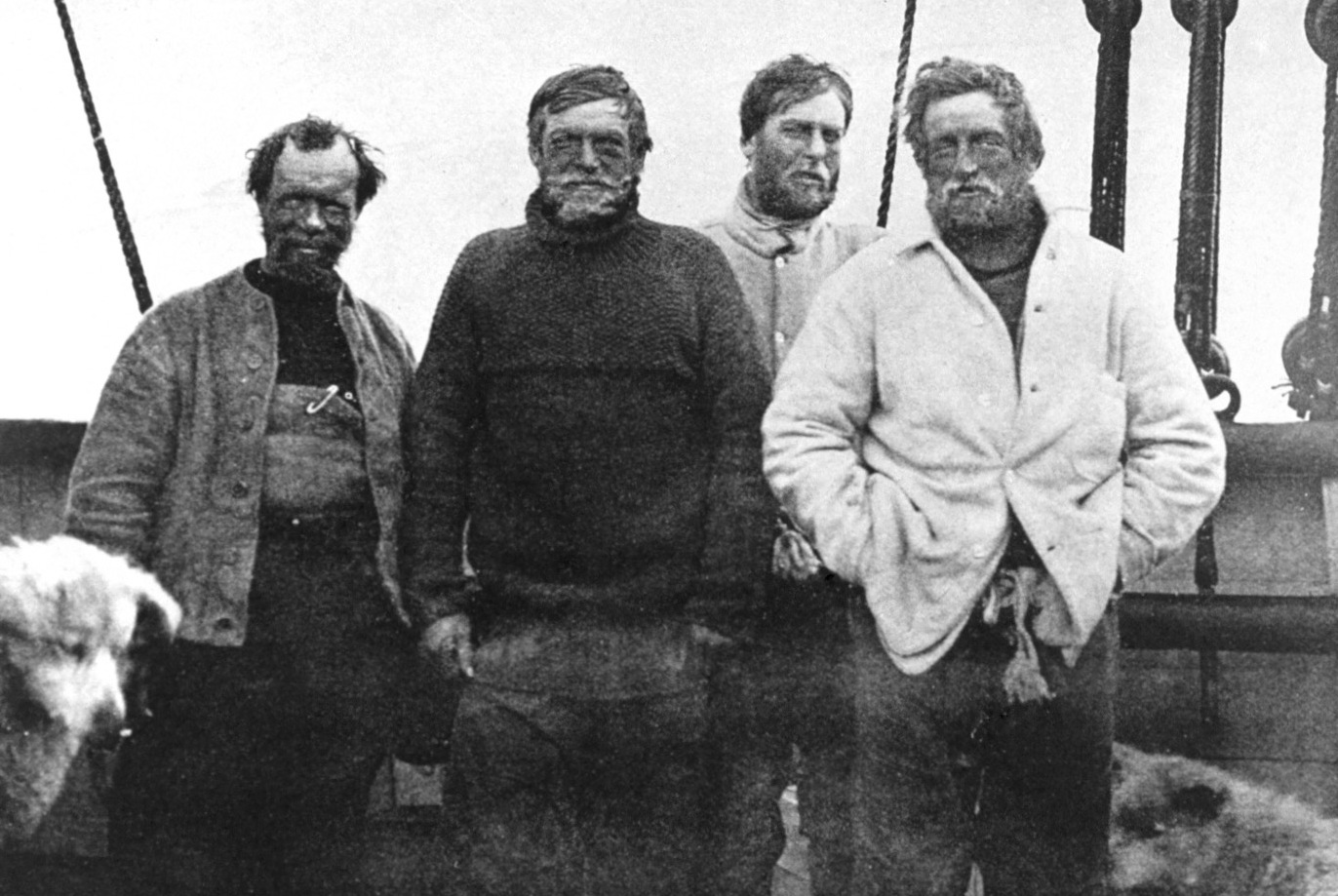
L'équipe du pôle Sud lors de l'expédition Nimrod.
De gauche à droite : Frank Wild, Ernest Shackleton, Eric Marshall et Jameson Adams.

Trajet de l'expédition.

Pour les articles homonymes, voir Nimrod (homonymie).
Vous lisez un « article de qualité » labellisé en 2009.  Il fait partie d'un « thème de qualité ».
L'expédition Nimrod, officiellement appelée expédition antarctique britannique 1907–09 (en anglais : British Imperial Antarctic Expedition 1907–09), est la deuxième expédition britannique en Antarctique du XXe siècle, après l'expédition Discovery. Elle est menée entre 1907 et 1909 par Ernest Shackleton — future figure majeure de l'exploration antarctique. Son nom est tiré du navire, le Nimrod, trois-mâts goélette utilisé pour la chasse aux phoques.
L'expédition est un succès : même si le pôle Sud n'est pas atteint, un « Farthest South » de 88°23'S, à 180 km du pôle, symboliquement en dessous de la barre des 100 milles, est franchi. C'est également de loin le plus long voyage polaire effectué vers le sud à cette date. Au cours de l'expédition, un groupe dirigé par Edgeworth David a atteint l'endroit approximatif du pôle Sud magnétique et effectue la première ascension du mont Erebus, sur l'île de Ross. L'équipe scientifique a mené des études géologiques, zoologiques et météorologiques. Enfin, les méthodes de transport retenues par Shackleton, avec des poneys de Mandchourie, de la traction motorisée et des chiens de traîneau, étaient des innovations qui, malgré un bilan mitigé et l'aggravation (en raison de cette expédition) de son inimitié avec Robert Falcon Scott, ont été suivies par celui-ci dans sa tragique expédition Terra Nova.
À son retour, Ernest Shackleton reçut de nombreux honneurs, dont l'anoblissement par le roi Édouard VII. Financièrement, il fallut, après son retour, une subvention gouvernementale pour couvrir ses déficits. En trois ans, son « Farthest South » fut dépassé, par l'expédition Amundsen, puis par l'expédition Terra Nova, qui atteindront le pôle Sud. Lors de son propre exploit, Roald Amundsen reconnaîtra : « Sir Ernest Shackleton sera toujours le nom écrit dans les annales de l'exploration en Antarctique en lettres de feu ». Moins célèbre que la tragique expédition Endurance, l'expédition Nimrod reste cependant la plus importante en termes d'avancées géographiques pour Shackleton, dont la troisième et dernière expédition, au début des années 1920, fut écourtée par sa mort.

## Genèse
Ernest Shackleton, un sous-officier lors de l'expédition Discovery de Robert Falcon Scott, quitte l'Antarctique en 1903 à la suite d'une défaillance physique lors du principal voyage au sud de l'expédition,. Le verdict de Scott est qu'il « ne doit pas poursuivre avec son état de santé ». Shackleton est nettement contrarié, et considère cela comme une stigmatisation personnelle, si bien qu'une fois rentré en Angleterre, il est déterminé à prouver de quoi il est capable. Ainsi, refuse-t-il un retour rapide en Antarctique en tant que premier officier du navire Terra Nova parti au secours de l'expédition Discovery mais il aide à l'organiser, tout comme il équipe le navire Uruguay parti au secours de l'expédition Antarctic d'Otto Nordenskjöld. Au cours des années suivantes, entretenant toujours l'espoir de reprendre sa carrière d'explorateur polaire, il suit d’autres voies, et en 1906, il est chargé des communications du magnat industriel Sir William Beardmore.
Selon son biographe Roland Huntford, Shackleton est piqué au vif par les allusions à sa faiblesse physique dans le livre de Scott The Voyage of the Discovery publié en 1905. Il commence alors à concevoir un plan d'une expédition en Antarctique et à rechercher des financements possibles. Ses plans initiaux sont connus par un document non publié, datant du début de 1906, qui fait état d'une estimation de 17 000 £, soit l'équivalent d'environ 850 000 £ en valeur de 2008. À ce stade, il n'a pas encore de soutien financier et il doit attendre le début de 1907 pour recevoir un don de 7 000 £ de son employeur Beardmore. Avec cette somme, Shackleton est assez confiant pour annoncer le 12 février 1907 son projet à la Royal Geographical Society.

## Préparation

### Plan initial
Le plan initial de Shackleton, qui n’a pas été publié, est d'utiliser à nouveau l'ancien camp de base de l'expédition Discovery vers le détroit de McMurdo et à partir de là, de tenter d'atteindre le pôle Sud géographique et le pôle Sud magnétique, avant d'autres voyages et un travail d'ordre scientifique. Ce premier plan renseigne également sur les modes de transport qu'avait prévu Shackleton : chiens de traîneaux, poneys et un véhicule spécialement conçu pour l'expédition. L’emploi de poneys et d'un tel véhicule était inédit dans l'Antarctique. Au moment où il présente ses plans à la Royal Geographical Society en février 1907. Shackleton révise son estimation financière à un niveau plus réaliste de 30 000 £ (équivalent à 1,5 million de livres sterling de 2008). Toutefois, la réponse de la Society à ses plans n’est pas des plus encourageantes. Shackleton apprendra plus tard que la Society était au courant de la volonté du capitaine Scott de mener une nouvelle expédition, l'expédition Terra Nova, et qu'elle entendait s'investir plutôt dans cette dernière.

### Navire

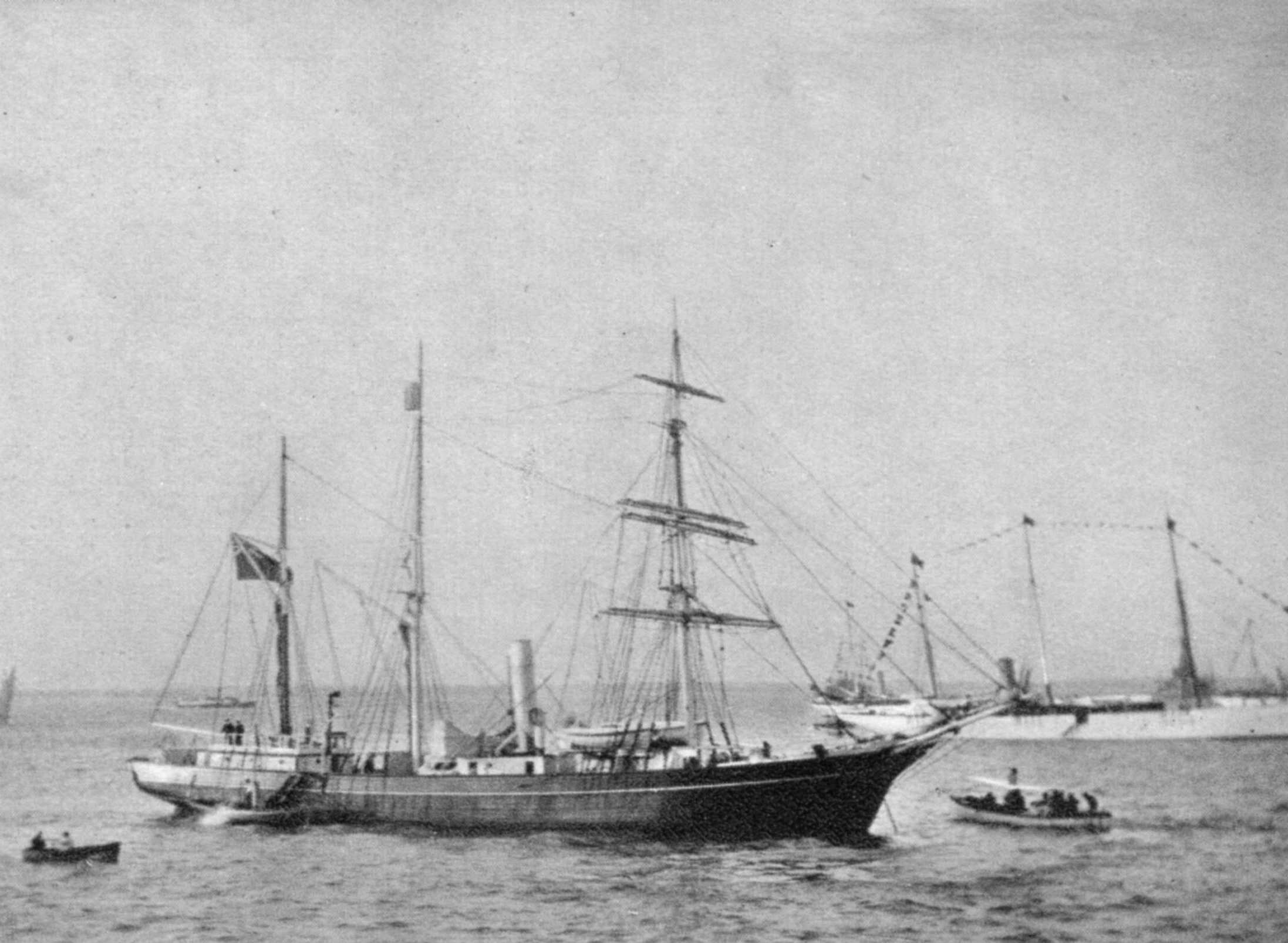
Le Nimrod.

Shackleton doit arriver en Antarctique en janvier 1908 avec un départ d'Angleterre à l'été 1907. Il ne lui reste donc qu'environ six mois pour acquérir un navire, l'aménager, obtenir tout le matériel et les fournitures nécessaires, recruter le personnel et, par-dessus tout, obtenir la totalité du financement, car hormis la garantie de Beardmore, celui-ci n'est pas assuré. Shackleton se rend en Norvège dans l'intention d'acheter un navire polaire de 700 tonnes, le Bjorn, idéal en tant que navire d'expédition, mais beaucoup trop cher. Il doit se contenter d'un navire plus âgé et beaucoup plus petit, le Nimrod, dont il se rend propriétaire pour 5 000 £ (2008 : 250 000 £,).
Shackleton est très déçu lorsqu’il réceptionne et inspecte le Nimrod qui arrive à Londres en provenance de la colonie de Terre-Neuve-et-Labrador en juin 1907 : il le trouve beaucoup plus vétuste qu’il ne l'imaginait, sentant fortement l'huile de phoque. Il a besoin d'un calfatage et ses mâts doivent être changés. Toutefois, entre des mains expérimentées, il prend bientôt « une apparence plus satisfaisante ». Plus tard, Shackleton indiquera qu'il est devenu extrêmement fier de son solide petit navire.

### Financement
Au début du mois de juillet 1907, Shackleton obtient peu de soutien en plus de la garantie de Beardmore et n'a pas les fonds pour achever le réaménagement du navire. À la mi-juillet, il se rapproche du philanthrope comte de Iveagh, Edward Guinness de la famille du brasseur Guinness, qui accepte de garantir la somme de 2 000 £ à condition que Shackleton trouve d'autres sponsors pour atteindre un montant de 8 000 £. Il est en mesure de le faire et ces fonds supplémentaires sont accompagnés de 2 000 £ que Sir Philip Brocklehurst paye pour une place dans l'expédition.
À la dernière minute, un don de 4 000 £ de William Bell, le cousin de Shackleton, amène l'expédition encore loin de l'exigence des 30 000 £, mais permet au Nimrod de naviguer pour mettre le cap au sud, après son inspection le 11 août 1907 par le roi Édouard VII et la reine Alexandra. 5 000 £ sont donnés par le gouvernement australien et le gouvernement néo-zélandais donne 1 000 £. Grâce à cela, et à d'autres petits prêts et dons, les 30 000 £ seront finalement récoltés, bien qu'à la fin de l'expédition, le coût total atteindra 45 000 £,.
Shackleton espère que son livre sur l'expédition et ses conférences lui rapporteront également. Il a exprimé aussi l'espoir de tirer profit de la vente de timbres-poste portant le cachet du bureau de poste temporaire que Shackleton créera en Antarctique. Aucune de ces idées n'a produit les revenus prévus, bien que le bureau de poste ait été mis en place au cap Royds et utilisé comme lieu d'acheminement pour le courrier de l'expédition,.

### Les hommes

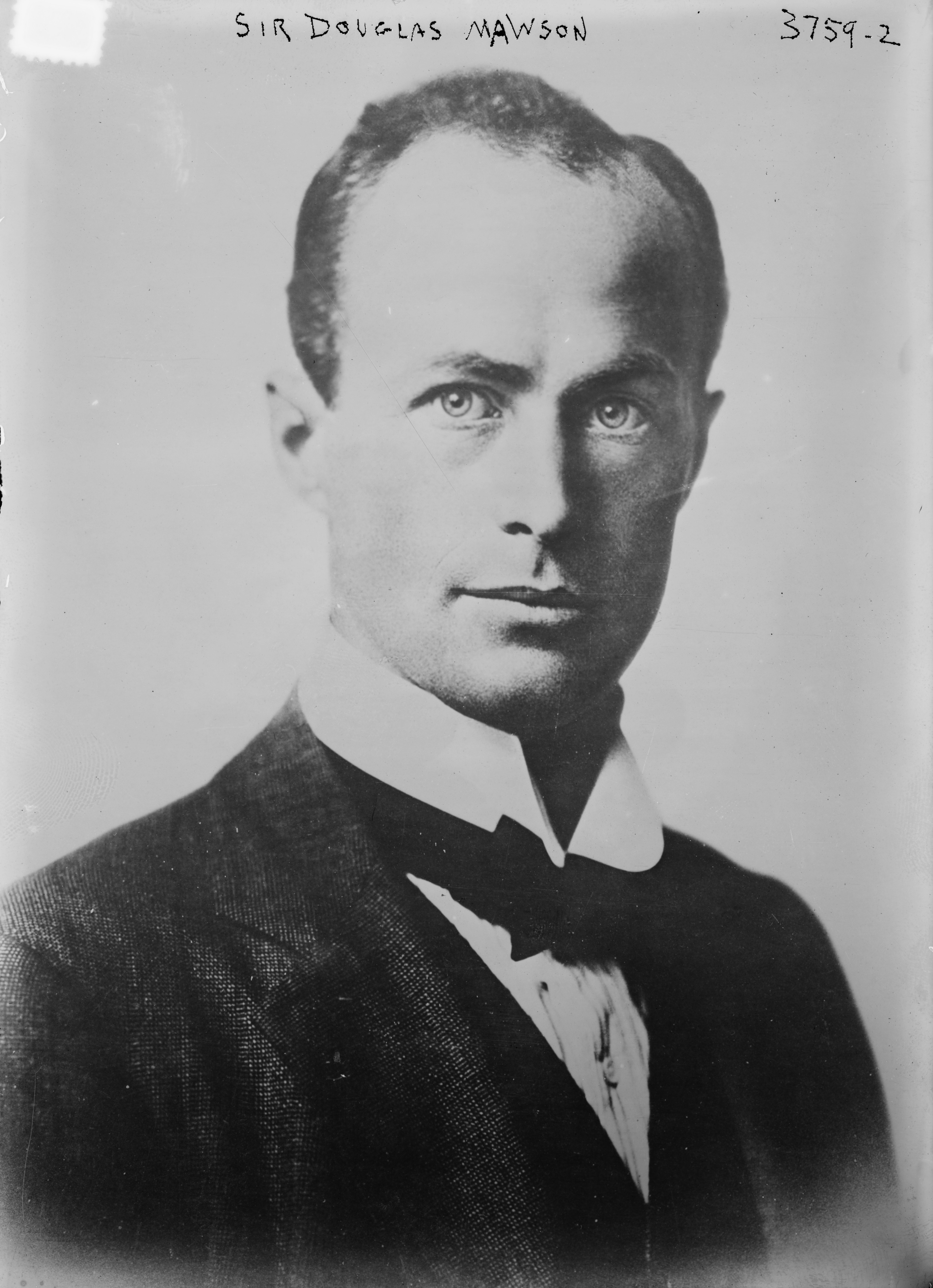
Douglas Mawson organisera plus tard sa propre expédition.

Désireux de recruter un fort contingent de vétérans de l'expédition Discovery, Shackleton offre à son ami Edward Adrian Wilson le poste de responsable scientifique et commandant en second. Wilson refuse, apparemment en raison de son travail avec une commission travaillant sur l'étude des maladies des Tetraonidae pour le ministère de l'Agriculture britannique. D'autres refus d'anciens collègues de l'expédition Discovery suivent, comme Michael Barne, Reginald Skelton ou George Mulock, qui révèlent par inadvertance à Shackleton que les anciens officiers de Discovery sont engagés auprès de Scott pour sa prochaine expédition,. De l'ancienne expédition, Shackleton n'est en mesure que de garantir les services de deux officiers, Frank Wild et Ernest Joyce.
Le commandant en second de Shackleton, même si cela n'est pas clarifié jusqu'à ce que l'expédition atteigne l'Antarctique, est Jameson Boyd Adams, lieutenant réserviste de la marine britannique qui a refusé la possibilité d'obtenir une commission pour se joindre à Shackleton. Il endosse également le rôle de météorologue de l'expédition. À bord du Nimrod se trouve un autre officier de la réserve navale, Rupert England, qui, avec John King Davis, allait plus tard se faire une grande réputation dans l'Antarctique, en tant que chef officier. Æneas Mackintosh, un officier de la marine marchande d'une ligne de la Peninsular and Oriental Steam Navigation Company, est nommé second officier et plus tard sera transféré dans l'équipe débarquée. Également destinés à l'équipe de la base, les deux chirurgiens Alistair Mackay et Eric Marshall, le mécanicien Bernard Day et Philip Brocklehurst, qui est pris comme assistant géologue à la suite de sa souscription.
La petite équipe de scientifiques qui quitte l'Angleterre est considérablement renforcée par deux membres provenant d'Australie. Le premier est Edgeworth David, professeur de géologie à l'Université de Sydney, et le deuxième est un ancien élève de David, Douglas Mawson, un professeur de minéralogie à l'Université d’Adélaïde. Les deux hommes ont à l'origine prévu d'aller en Antarctique, puis de revenir immédiatement avec le navire, mais on les persuade de devenir membres à part entière de l'expédition. Ils ont ainsi permis d'importantes contributions aux réalisations scientifiques de l'expédition, et David est aussi un élément favorable à l'obtention de la subvention du gouvernement australien.
Avant le départ pour l'Antarctique en août 1907, Joyce et Wild suivent une initiation rapide à l'imprimerie, car Shackleton a l'intention de publier un livre ou un journal pendant qu'ils sont encore en Antarctique.

## La promesse à Scott

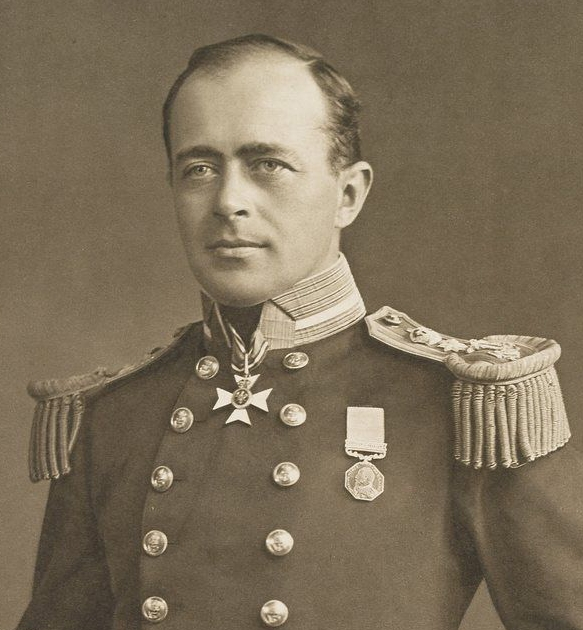
Robert Falcon Scott, autre grande figure de l'exploration en Antarctique.

En février 1907, l'annonce par Shackleton de son intention de faire sa propre expédition vers l'ancienne base de l'expédition Discovery ne laisse pas indifférent le capitaine Robert Falcon Scott, qui écrit immédiatement pour revendiquer sa priorité sur les droits du détroit de McMurdo qu'il estime être son « fief personnel ». Scott écrit « Je crois que j'ai une sorte de droit à avoir mon propre espace de travail », il ajoute « […] toute personne pour qui l'exploration compte verra cette région principalement comme la mienne », et il conclut en rappelant à Shackleton son devoir de loyauté envers son ancien commandant.
La première réponse de Shackleton est accommodante : « Je tiens à rejoindre votre point de vue autant que cela m'est possible, sans créer une position qui serait intenable pour moi ». Cependant, Edward Adrian Wilson, envoyé par Shackleton comme médiateur, adopte une ligne encore plus intransigeante que celle de Scott. Il écrit à Shackleton : « Je pense que vous devriez vous retirer du détroit de McMurdo », conseillant de ne pas préparer de plans dans l'ensemble du secteur de la mer de Ross jusqu'à ce que Scott ait décidé « quelles limites il met sur ses propres droits ». C’en est trop pour Shackleton, qui répond : « Il ne fait aucun doute dans mon esprit que ses droits ont pris fin dans la mesure où il l'a demandé […] Je considère que j'ai atteint mes limites et je ne peux pas aller plus loin ».
La question reste en suspens lorsque Scott prend la mer en mai 1907. Scott insiste pour une ligne de démarcation à 170°O : tout ce qui se trouve à l'ouest de cette ligne, y compris l'île de Ross, le détroit de McMurdo et la Terre Victoria serait réservé à Scott. Shackleton, qui a d'autres préoccupations plus pressantes, se sent obligé de céder sur ce point. Le 17 mai, il signe une déclaration indiquant que « [il laisse à Scott] la base McMurdo » et qu'il s'établirait plus à l'ouest, soit sur une crique de la barrière de glace ou sur la Terre du Roi-Édouard-VII. Il s'engage à ne pas aborder la côte de la Terre Victoria. Il s'agit d'une capitulation qui signifie renoncer à la partie de l'expédition qui a pour objectif d'atteindre le pôle Sud magnétique, situé en Terre Victoria.
Dans son propre compte-rendu de l'expédition, Shackleton ne fait aucune référence à la dispute avec Scott. Il déclare simplement qu’« avant que nous quittions finalement l'Angleterre, j'avais décidé que, si possible, je monterai ma base en Terre du Roi-Édouard-VII […] au lieu du détroit de McMurdo ». Ceci causa pourtant la rupture complète de l'ancienne et étroite amitié de Shackleton avec Edward Adrian Wilson.

## L'expédition

### Vers l'Antarctique

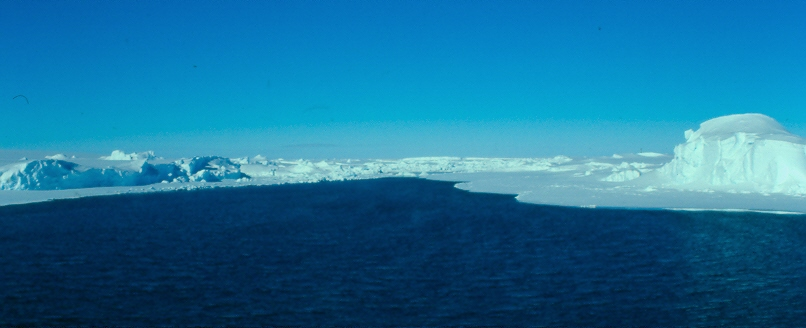
La baie des Baleines où Shackleton espérait monter son camp de base.

Le Nimrod quitte les eaux britanniques en août 1907 avant Shackleton et d'autres membres de l'expédition qui le rejoignent plus tard. Tous se retrouvent en Nouvelle-Zélande, prêts pour le départ du navire vers l'Antarctique le 31 décembre 1907. Afin d'économiser le carburant, Shackleton s'est arrangé avec le gouvernement néo-zélandais pour que le Nimrod soit remorqué vers le cercle Antarctique, soit sur une distance d'environ 2 750 km, les coûts étant partagés par le gouvernement et l'Union Steam Ship Company. Le 14 janvier, en vue des premiers icebergs, le remorquage prend fin. Le Nimrod pénètre par ses propres moyens dans le pack, en direction d'une crique de la barrière de Ross où six ans plus tôt, le RRS Discovery s'était ancré pour permettre à Scott et à Shackleton de faire des vols dans un ballon d'observation expérimental.
La barrière de glace est repérée le 23 janvier, mais la crique a disparu, les contours de la barrière ayant sensiblement changé au fil des années, et en lieu et place se trouve désormais une baie qui sera appelée la baie des Baleines à cause des nombreuses baleines qui s'y montrent. Shackleton n'est pas disposé à risquer un hivernage sur la surface de la barrière qui peut s'effondrer dans la mer. Il se dirige alors vers la Terre du Roi-Édouard-VII. Après plusieurs efforts infructueux pour approcher cette côte, et à la suite de l'évolution rapide de la glace qui menace de piéger le navire, le Nimrod est forcé de battre en retraite. Le seul choix de Shackleton étant, à part l'abandon difficilement acceptable, de rompre la promesse qu'il avait donnée à Scott, le 25 janvier. Il donne l'ordre de naviguer dans le détroit de McMurdo.

### Cap Royds

#### Création de la base

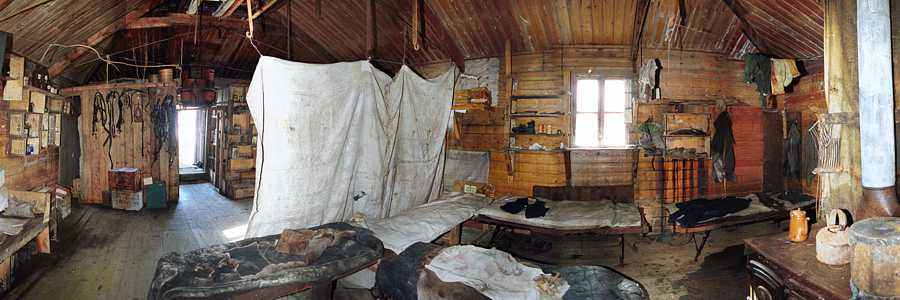
L'abri de l'expédition.

En arrivant au détroit de McMurdo le 29 janvier 1908, le pack empêche le Nimrod de progresser vers le sud jusqu'à l'ancienne base de l'expédition Discovery sur la péninsule de Hut Point. Shackleton décide d'attendre quelques jours dans l'espoir que la glace se brise. Pendant ce temps, l'officier en second Æneas Mackintosh est victime d'un accident au cours duquel son œil droit est perforé par un crochet, ce qui nécessite son ablation. Après cette intervention chirurgicale d'urgence d'Eric Marshall et d’Alistair Mackay, il est forcé de renoncer à poursuivre l'aventure et doit revenir en Nouvelle-Zélande avec le navire. Après avoir suffisamment récupéré, il reviendra avec le navire la saison suivante.
Le 3 février, Shackleton décide de ne pas attendre la débâcle, et d'établir son quartier-général à l'endroit approprié le plus proche, le cap Royds. Tard dans la soirée, le navire est amarré et un site approprié à la construction de l'abri préfabriqué est choisi. Il se situe à 32 km au nord de Hut Point, soit une distance supplémentaire à parcourir la saison prochaine lors du voyage vers le pôle.
Dans les jours suivant la construction des magasins, le débarquement de l'équipement a lieu. Cet effort est contrarié par le mauvais temps et par la prudence du capitaine Rupert England qui déplace souvent le navire hors de la baie afin de ne revenir que lorsque les conditions lui semblent plus sûres. Les quinze jours suivants se déroulent selon ce scénario, suscitant de forts désaccords entre Shackleton et le commandant de bord ; au point que Shackleton demande à England de se retirer au motif qu'il est malade, mais England refuse. Le déchargement devient très difficile psychologiquement, mais est finalement achevé le 22 février. Le Nimrod repart vers le nord, alors qu'England ignore que l'ingénieur Harry Dunlop porte une lettre de Shackleton au responsable de l'expédition en Nouvelle-Zélande, dans laquelle il demande le remplacement du commandant de bord pour le voyage de retour.

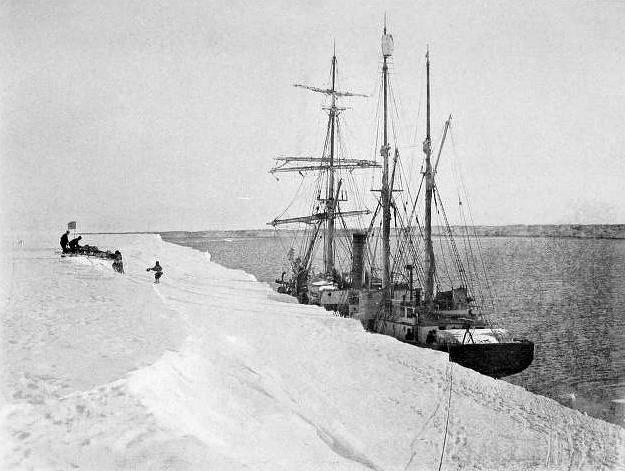
Le déchargement du navire.

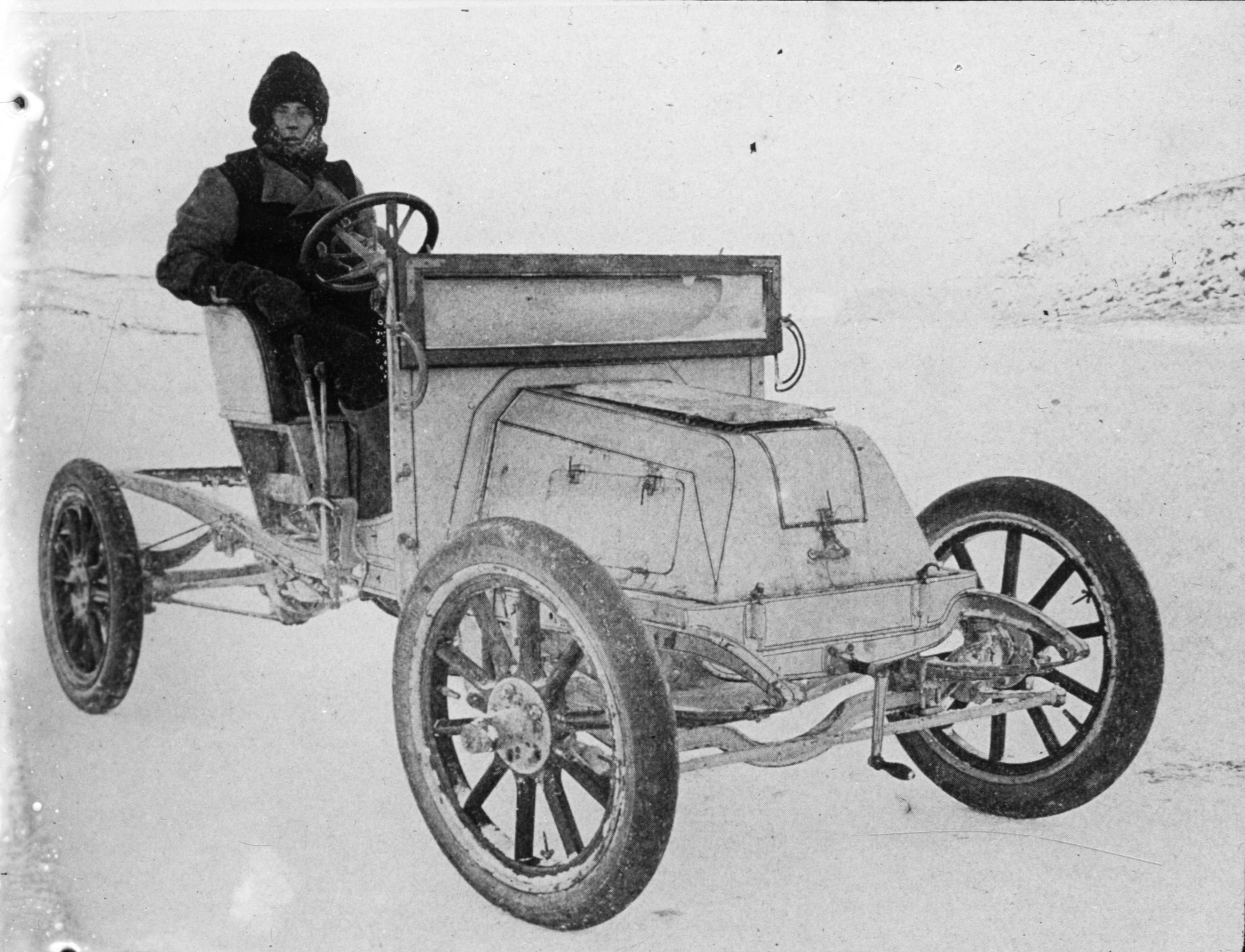
L'automobile de l'expédition Nimrod.

Gratuitement, une automobile de la compagnie Arrol-Johnston, que Beardmore venait de racheter, est également débarquée à la base. Il en espérait une bonne publicité mais elle n'a pas été testée en condition de grand froid et elle montre vite ses limites, ses roues glissent sur la neige et les faibles températures gênent le bon fonctionnement du moteur. Ce fut cependant la première automobile présente sur le continent Antarctique.

#### Ascension du mont Erebus
Après le départ du Nimrod, le pack qui a empêché de poursuivre vers le sud a disparu, interrompant une partie de l'itinéraire prévu jusqu'à la barrière en rendant impossibles les voyages en traîneau et la constitution de dépôts. Shackleton décide alors de tenter l'ascension du mont Erebus.
Ce volcan rouge actif de 3 794 m de haut n'a jamais été gravi et est le plus imposant de l'île de Ross tout en étant facilement accessible. Une équipe de l'expédition Discovery (dont Frank Wild et Ernest Joyce) avait exploré sa base en 1904, sans toutefois réussir à monter au-delà de 910 m. L'équipe de l'ascension se compose d’Edgeworth David, Douglas Mawson et Alistair Mackay, avec Eric Marshall, Jameson Adams et Philip Brocklehurst en soutien. Ni Wild ni Joyce n'y participent. L'ascension commence le 5 mars tandis qu'à la base chacun vaque à ses occupations.
Le 7 mars, tous les groupes se rejoignent à environ 1 700 m et tous avancent vers le sommet. Le lendemain, un blizzard les bloque, mais le 9 mars, la montée reprend et avant la fin de la journée, le cratère principal est atteint. À ce moment-là, Brocklehurst qui a des gelures trop importantes aux pieds pour continuer, reste au camp pendant que les autres progressent vers le cratère actif, l'atteignant au bout de quatre heures. Plusieurs relevés météorologiques sont effectués et de nombreux échantillons de roches sont collectés. Ensuite, commence une rapide descente, principalement par glissades sur la neige. L'équipe atteint l'abri du cap Royds le 11 mars « pratiquement morte [de fatigue] » selon Eric Marshall.

#### Hiver 1908
L'abri de l'expédition, une structure préfabriquée de 10 m sur 5,8 m, est prête pour l'hivernage à la fin du mois de février. Il est principalement composé d'une série de cabines de deux personnes, avec un coin cuisine, une chambre noire, un espace de stockage et un laboratoire. Les poneys sont logés dans des étables construites sur le côté le moins exposé aux vents, tandis que les chenils sont placés près du porche de l'abri. L'organisation de groupe de Shackleton, très différente de celle de Scott, abolit toute distinction sociale et tous vivent, travaillent et mangent ensemble. Le moral est bon d'après le géologue Philip Brocklehurst, qui note que Shackleton a « une faculté pour traiter chaque membre de l'expédition, comme s'il était précieux pour lui ».
Au cours des mois d'hiver et d'obscurité, Joyce et Wild impriment près de trente exemplaires du livre de l'expédition, Aurora Australis, les assemblant et les reliant avec des matériaux d'emballage. Le plus important travail de l'hiver est cependant la préparation des grands voyages de la saison suivante, à la fois vers le pôle Sud géographique et le magnétique. Le pôle Sud magnétique est redevenu un objectif majeur à la suite du retour au détroit de McMurdo. Les perspectives pour le voyage au pôle Sud s'obscurcissent au cours de l'hiver, après la mort de quatre des huit poneys restants, causée principalement par l'ingestion de sable volcanique à haute teneur en sels.

### Voyage au sud

#### Aller
Le nombre de quatre personnes retenu par Shackleton pour composer l'équipe du voyage vers le pôle Sud est largement déterminé par le nombre de poneys survivants. Influencé par son expérience sur l'expédition Discovery, il mise sur les poneys plutôt que sur les chiens pour le long voyage polaire de mars. Le véhicule à moteur, prometteur sur une surface plane, ne peut pas affronter les différentes surfaces de la barrière et n'est pas jugé intéressant pour le voyage polaire. Les trois hommes choisis par Shackleton pour l'accompagner sont : Marshall, Adams et Wild. Joyce, dont l'expérience en Antarctique est pourtant notable, est exclu de l'équipe en raison de réserves émises, après un examen médical par Marshall, sur son aptitude physique.

Trajet de l'expédition dans les terres connues à l'époque.

La marche commence le 29 octobre 1908. Shackleton estime la distance aller-retour au pôle à 2 765 km. Son plan initial prévoit un voyage complet en 91 jours, avec une distance moyenne journalière parcourue d'environ 31 km. Après un démarrage lent en raison d'un enchaînement de mauvaises conditions météorologiques et de la claudication des chevaux, Shackleton réduit la quantité de nourriture quotidienne pour rallonger la durée de voyage possible à 110 jours. Cela permet une avancée moyenne journalière moins importante et estimée alors à environ 24 km. Entre le 9 et le 21 novembre, les hommes progressent bien, mais les poneys souffrent sur la difficile barrière de glace, et le premier des quatre doit être abattu lorsque l'équipe atteint 81°S. Le 26 novembre, un nouveau record de « Farthest South » est enregistré à 82°17', soit un peu plus que le record de Robert Falcon Scott de décembre 1902. Si l'équipe de Shackleton a parcouru la distance en 29 jours, en comparaison des 59 jours de Scott, ceci est principalement dû à l'utilisation d'une piste plus à l'est que celle de Scott afin d'éviter les difficultés de terrain que le capitaine avait rencontrées.
Au fur et à mesure que le groupe avance en terra incognita, la surface de la barrière devient de plus en plus chaotique ; deux autres poneys succombent. Les montagnes de l'ouest bloquent leur avancée vers le sud, et l'attention de l'équipe est attirée par un « brillant éclat de lumière » dans le ciel devant eux. L'origine de ce phénomène est découverte le 3 décembre, lorsqu'après l'escalade du pied d'une montagne, ils voient devant eux « une route ouverte vers le sud, […] un grand glacier, couvrant le sud jusqu'au nord de deux énormes chaînes de montagnes ». La réflexion du soleil sur la surface du glacier avait provoqué cette illusion lumineuse dans le ciel.
Shackleton baptisera par la suite ce glacier du nom de Beardmore en hommage au principal mécène de l'expédition. Le voyage sur le glacier se révèle être difficile, en particulier pour le poney « Socks » qui a beaucoup de difficulté à trouver un sol sûr. Le 7 décembre, Socks disparait dans une crevasse profonde, manquant d'entraîner Wild avec lui. Heureusement pour les hommes, le harnais du poney casse, et le traîneau contenant les provisions n'est pas perdu. Toutefois, pour le reste du trajet vers le pôle sud et l'ensemble du retour, ils ne peuvent plus compter que sur le manhauling et tirer les traîneaux eux-mêmes.
À ce point du voyage, des antagonismes apparaissent. Wild exprime en privé son souhait que Marshall « tombe dans une crevasse d'un millier de pieds de profondeur ». Marshall écrit que suivre Shackleton au pôle a été « comme suivre une vieille femme, toujours à paniquer ». Toutefois, le jour de Noël est célébré avec de la crème de menthe et des cigares. Leur position est alors de 85°51'S, à encore 470 km du pôle. Ils ont désormais à peine un mois de nourriture après avoir réservé le nécessaire dans les dépôts du retour, et ils ne peuvent pas couvrir la distance restante au pôle et le retour avec leurs rations restantes. Toutefois, Shackleton n'est pas à ce stade disposé à admettre que le pôle est au-delà de ses ressources et il décide de continuer en réduisant à nouveau les rations alimentaires et en se délestant de tout le matériel non essentiel.

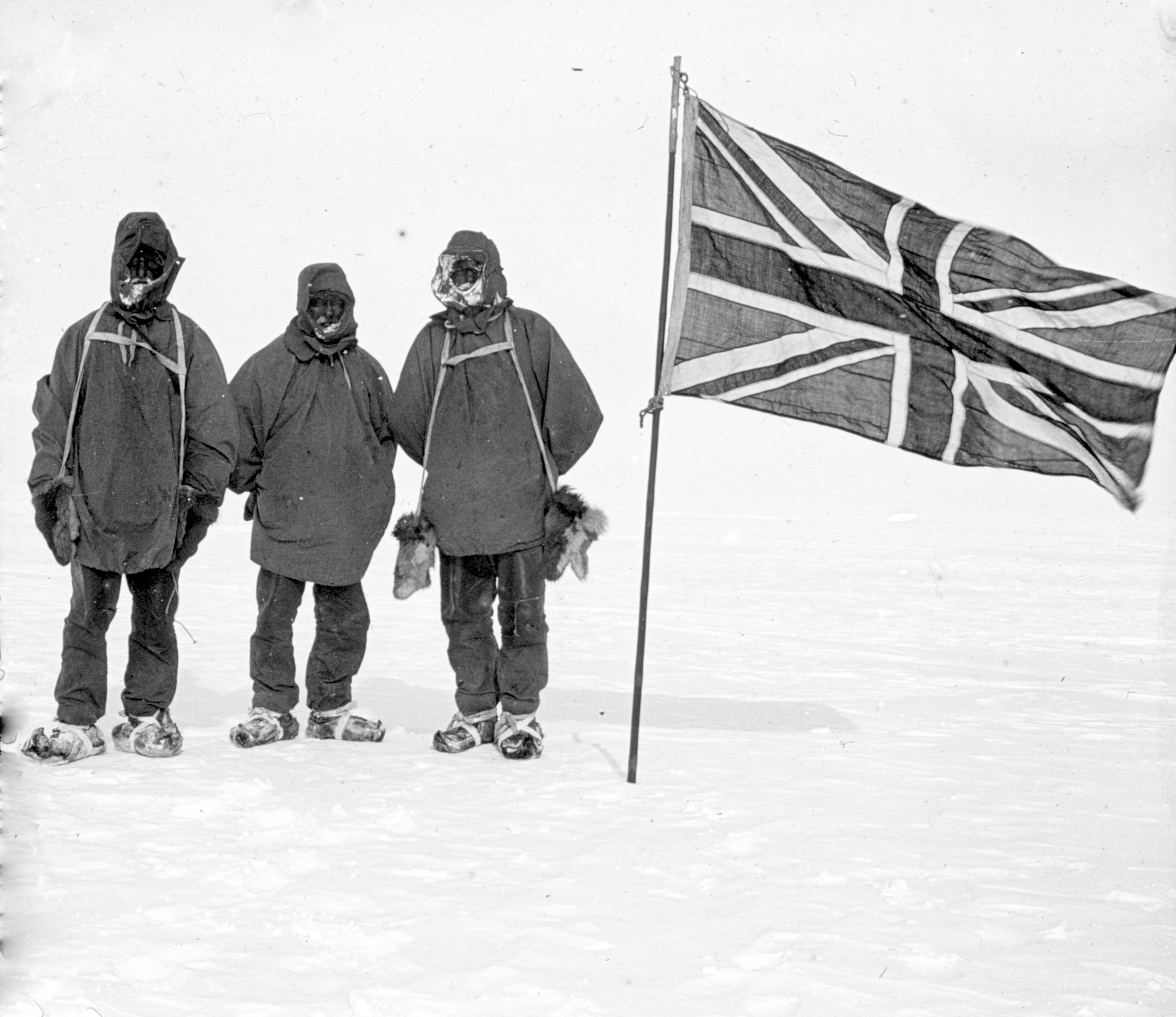
Le Farthest South de l'expédition Nimrod.

Le lendemain de Noël, le Boxing Day, l'ascension du glacier est enfin achevée et la marche sur le plateau Antarctique commence. Les conditions ne sont cependant pas faciles ; Shackleton note le 31 décembre qu'il s'agit de la « journée la plus difficile que nous avons eue ». Le lendemain, il note qu'ayant atteint 87°6½'S, ils ont battu les latitudes polaires Nord et Sud. Ce jour-là, Wild écrit également que « Si nous n'avions que Joyce et Marston ici à la place de ces deux inutiles mendiants [Marshall et Adams], nous aurions fait [le pôle] facilement ». Le 4 janvier, Shackleton admet finalement son échec, et doit revoir son objectif pour réaliser symboliquement la marque de moins de 100 milles (187 km) du pôle Sud. L'équipe lutte à la limite de la survie, jusqu'à ce que le 9 janvier 1909, la marche s'achève. La latitude de 88°23'S est atteinte et ils sont donc géographiquement à 97 milles du pôle Sud. L'Union Jack est planté, et Shackleton baptise le plateau antarctique d'après Édouard VII.

#### Retour
Après ses efforts considérables, l'équipe est contrainte de faire demi-tour, après 73 jours d’une traversée à pied de près de 3 000 km. Dans une lettre à sa femme, Shackleton écrira « J'ai pensé que vous préféreriez un âne vivant à un lion mort ».
Les rations ont été réduites à plusieurs reprises pour étendre la durée du trajet au-delà des 110 jours estimés à l'origine. Shackleton vise maintenant un retour à la péninsule de Hut Point avant le 1er mars, date à laquelle selon les ordres de Shackleton, le Nimrod doit repartir. Les membres de l'équipe sont très éprouvés physiquement, comme des « épaves ». Pourtant, dans leur trajet vers le nord, ils parcourent plusieurs fois des distances importantes : 36 km le 17 janvier, 42 km le lendemain et 47 km le 19. Le lendemain, ils atteignent le glacier Beardmore et en commencent sa descente. Il leur reste cinq jours de nourriture à raison d’une moitié de ration jusqu'au dépôt du bas du glacier alors que l'ascension aller avait pris douze jours. L'état de santé de Shackleton devient très préoccupant, mais selon Adams « plus il allait mal, plus il tirait ».
Le dépôt est atteint le 28 janvier. Wild, souffrant de dysenterie, est incapable de tirer ou de manger autre chose que des biscuits, lesquels sont en faible quantité. Le « 31 janvier 1909- », Shackleton laisse son propre biscuit du petit déjeuner à Wild, un geste qui pousse Wild à écrire : « PAR DIEU, je ne l'oublierai jamais. Des milliers de livres [sterling] n'auraient pas acheté ce simple biscuit »,. Quelques jours plus tard, le reste de l'équipe est touché par de graves entérites causées par l'ingestion de viande de poney avariée. Mais le rythme du mois de février doit être maintenu car les petites quantités de vivres acheminés durant les voyages entre les dépôts rendent tout retard potentiel fatal. Un fort et providentiel vent arrière leur permet de fixer une voile et de maintenir un bon rythme.
« Nous sommes tellement maigres que nos os souffrent lorsque nous nous allongeons sur la neige dure » écrit Shackleton. À partir du 18 février, ils commencent à reconnaître des repères familiers et le 23 ils atteignent le dépôt « Bluff », qui à leur grande joie a été abondamment réapprovisionné par Ernest Joyce. La grande variété des approvisionnements est importante pour le moral des affamés : prunes de Carlsbad, œufs, gâteaux, du pouding, du pain d’épices et des fruits. Le commentaire de Wild est plus laconique : « bon vieux Joyce ».
Les soucis alimentaires disparus, ils ne sont cependant pas encore sûrs de revenir à Hut Point avant la date limite. La dernière étape de leur marche est interrompue par une tempête de neige qui les retient 24 heures. Le 27 février, alors qu’ils sont encore à 55 km de la base, Marshall s’effondre de fatigue. Shackleton décide de partir avec Wild vers Hut Point avec l'espoir de trouver le navire et de le retenir jusqu'à ce que les deux autres explorateurs soient sauvés. Ils atteignent l'abri le 28 février en soirée. De leurs côtés, sans beaucoup d'espoir de revoir l'équipe vivante, certains volontaires de l'équipage du Nimrod proposent d'hiverner pour au moins retrouver les corps. Shackleton et Wild, espérant que le navire est à proximité, cherchent à attirer son attention en mettant le feu à une petite cabane en bois utilisée pour les observations sur le magnétisme. L'équipage du navire ancré près du glacier Erebus, aperçoit la colonne de fumée. « Aucune autre vision aussi heureuse n'aurait pu être aperçue par les yeux de l'homme » a écrit plus tard Wild. Adams et Marshall sont ramenés trois jours plus tard, et le 4 mars toute l'équipe est à bord du navire, Shackleton ordonnant un départ à toute vapeur vers le nord.

### Équipe Nord

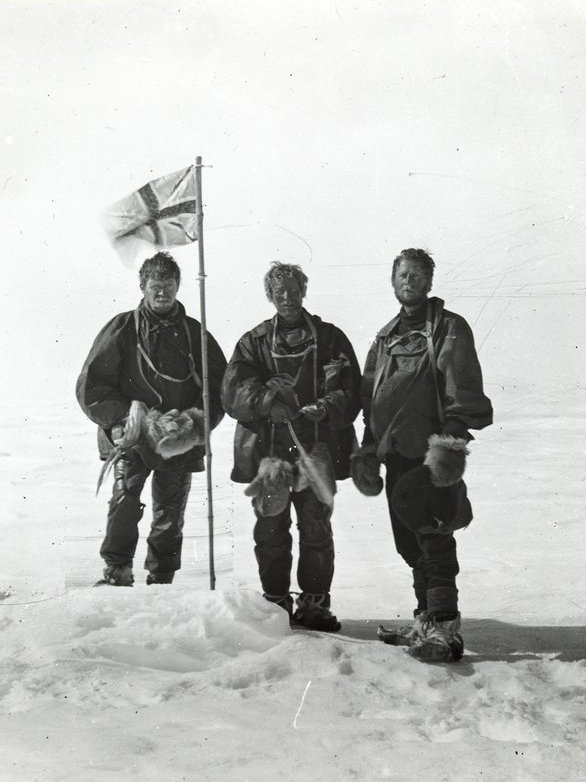
Alistair Mackay, Edgeworth David et Douglas Mawson au pôle Sud magnétique le 17 janvier 1909.

Au cours du mois de septembre 1908, lors de la préparation de son voyage vers le pôle, Shackleton donne des instructions pour qu'une équipe aille au nord de la Terre Victoria sous le commandement d’Edgeworth David afin de mener à bien des observations sur le magnétisme et la géologie. Les principaux objectifs, compte tenu des ordres écrits de Shackleton, sont de tenter d'atteindre le pôle Sud magnétique et de procéder à une étude géologique approfondie dans la région des vallées sèches de McMurdo. L'équipe est composée de David, Douglas Mawson et Alistair Mackay et utilise la technique du manhauling car les chiens restent à la base pour servir à la pose des dépôts vers le pôle et d'autres travaux de routine. Les ordres impliquent également de planter l'Union Jack au pôle Sud magnétique et de prendre possession de la Terre Victoria pour l'Empire britannique. Après plusieurs jours de travaux préparatoires, la marche commence le 5 octobre, utilisant pour les premiers kilomètres le véhicule motorisé.
En raison des conditions météorologiques défavorables, les progrès sont d'abord très lents. À la fin octobre, ils ont seulement avancé de 100 km jusqu'à la difficile côte de la Terre Victoria, et ils décident d'abandonner tous les objectifs hormis celui d'atteindre le pôle Sud magnétique. Il faut plus d'un mois de voyage pour traverser les langues de glace de Nordenskjöld et Drygalski avant qu'ils ne soient en mesure de virer vers le nord-ouest en direction de l'emplacement présumé du pôle. Avant cela, David tombe dans une crevasse mais est sauvé par Mawson,.
L'avancée à l'intérieur du plateau Antarctique se fait à travers un glacier qui sera plus tard nommé le glacier Reeves. Celui-ci les amène le 27 décembre à une surface de neige durcie. Elle leur permet de se déplacer plus rapidement, à une moyenne d'environ 17 km par jour en prenant régulièrement des observations magnétiques. Le 16 janvier, ces observations montrent qu'ils sont à environ 21 km du pôle Sud magnétique. Le lendemain, le 17 janvier 1909, ils atteignent leur objectif à72° 15′ S, 155° 16′ E à une altitude de 2 210 m. Suivant les instructions, David prend officiellement possession de la zone au nom de l'Empire britannique.
Épuisée, et à court de nourriture, l'équipe fait un voyage retour de 400 km en seulement quinze jours pour rejoindre à temps leur rendez-vous côtier avec le Nimrod. Malgré l'accumulation de la fatigue, ils maintiennent leurs distances préétablies tous les jours jusqu'à ce que, le 31 janvier, un mauvais choix dans l'itinéraire final les envoie à 26 km de l'endroit où le navire doit les récupérer. Le mauvais temps les retarde encore, et le rendez-vous n’est pas atteint avant le 2 février. Cette nuit-là, dans de fortes bourrasques de neige, le Nimrod passe devant eux, incapable de voir leur camp. Deux jours plus tard, cependant, le groupe est enfin repéré. Dans l'empressement d'atteindre le navire, Mawson tombe de 5,5 m dans une crevasse mais survit à sa chute.
Les membres de l'équipe portent les mêmes vêtements depuis le départ du cap Royds, soit quatre mois, et l'odeur dans le navire est « insupportable ». Avant ce sauvetage, le Nimrod a pris à son bord une équipe composée de Raymond Priestley, Philip Brocklehurst et Bertram Armytage, qui a réalisé des travaux géologiques dans la région du glacier Ferrar.

## Bilan
Le 23 mars 1909, Shackleton arrive en Nouvelle-Zélande et un compte-rendu sous la forme d'un télégramme de 2 500 mots est envoyé au Daily Mail de Londres, avec lequel il a un contrat d'exclusivité. Au milieu des louanges que Shackleton reçoit de la part de la communauté des explorateurs, y compris Fridtjof Nansen et Roald Amundsen, la réaction de la Royal Geographical Society est plus mesurée. Son ancien président, Clements Markham, exprime en privé son incrédulité devant la latitude revendiquée par Shackleton. Toutefois, le 14 juin, Shackleton est accueilli à Londres à la gare de Charing Cross par une très grande foule, parmi laquelle se trouvent non seulement le président de la RGS, Leonard Darwin, mais aussi le capitaine Robert Falcon Scott malgré sa réticence. Quels que soient les sentiments de Scott à l'égard de Shackleton, ils ne l'empêcheront pas d'adopter sa stratégie de transport pour sa prochaine expédition, ni de garder avec Shackleton un contact respectueux en public.

Évolution de l'emplacement du pôle Sud magnétique.

Quant à la latitude revendiquée, la seule raison de douter de son exactitude est qu'après le 3 janvier tous les calculs de position sont fondés sur la navigation à l’estime, c'est-à-dire le cap, la vitesse et le temps écoulé. La position du 3 janvier est fixée par observation à 87°22'. La table des distances de Shackleton a montré des moyennes journalières d'environ 24 km pour les jours suivants. Le 9 janvier 1909, cette table montre que l'équipe a parcouru 29 km en cinq heures pour atteindre leur « Farthest South » et la même distance en cinq autres heures. Cette vitesse dépasse de loin celles de toutes les autres parties du voyage. Néanmoins, il s'agit d'un tableau de bord composé essentiellement des périodes de marche et qui ne prend pas en compte la luge ou d'autres équipements. Chacun des quatre hommes a de façon indépendante confirmé sa confiance à propos de la latitude réalisée, sans aucun doute.
La reconnaissance officielle s'exprime rapidement à l'égard de Shackleton sous la forme d'un rang de Commandeur de l'Ordre royal de Victoria donné par le Roi, qui plus tard l'élève au rang de Chevalier. La RGS le récompense avec une médaille d'or, mais semble-t-il avec des réserves. Bien qu'aux yeux de l'opinion publique il soit un héros, les retours sur investissements que Shackleton a prévus ne se sont pas réalisés. La flambée des coûts de l'expédition et la nécessité de répondre à des garanties de prêt font qu’il est sauvé de l'embarras financier uniquement par une subvention finale du gouvernement de 20 000 £.
Le record du « Farthest South » de l'expédition Nimrod tiendra moins de trois ans, soit jusqu'à ce que Amundsen atteigne le pôle Sud le 15 décembre 1911. Amundsen rend hommage à Shackleton en ces termes : « Ce qu'est Nansen pour le Nord, Shackleton l'est pour le Sud ». Par la suite, ses ambitions en Antarctique se fixent sur une traversée transcontinentale, qu'il tente sans succès lors de l'expédition Endurance (1914-1917). Son statut de figure majeure de l'âge héroïque de l’exploration en Antarctique (1895-1922) est toutefois assuré.
Les autres membres de l'expédition Nimrod connaitront également gloire et prestige dans les années suivantes. Edgeworth David, Jameson Adams, Douglas Mawson et Raymond Priestley sont finalement tous anoblis. Les deux derniers poursuivent leurs travaux sur de nouvelles expéditions polaires, mais aucun ne retournera en Antarctique avec Shackleton. Frank Wild sera le commandant en second du « Boss » sur ses deux entreprises suivantes, prenant même le commandement du Quest après la mort de Shackleton en Géorgie du Sud en 1922. Le Nimrod, dix ans après son retour de l'Antarctique, s'échouera le 31 janvier 1919 sur un banc de sable de la mer du Nord au large du Norfolk.

## Postérité
Pour le centenaire de l'expédition en janvier 2009, des descendants des membres originels (Worsley, Shackleton, Adams et Wild) ont formé une équipe qui a repris les pas de leur aïeux dans l'expédition Matrix du centenaire Shackleton. Ils ont réussi à parvenir à l'endroit où l'expédition de Shackleton s'est arrêtée. Ils ont également créé une fondation caritative au nom de Shackleton.
Un whisky, élaboré à partir de caisses conservées de l'époque, a été créé sous le nom de Shackleton.